# 团结报 (湘西)
《团结报》，亦称《湘西团结报》，是中华人民共和国湖南省的一家报刊，直属于中国共产党湘西土家族苗族自治州委员会，该报也是中共湘西州委的机关报，并拥有自己的微信公众号及手机應用軟體。

## 历史沿革
《团结报》的前身是1949年12月1日创刊的《湘西新闻》，1950年1月1日更名《湘西日报》，驻地在沅陵县，1952年10月1日易今名并迁往所里（吉首市）:1110，当年，中共最高领导人毛泽东为《团结报》题写了报头，并于10月28日为该报启用。
文化大革命期间，《团结报》的正常编排报导工作遭到干扰:1110，直到20世纪70年代后才恢复正常运作，1999年，该报扩版，由四开四版扩为对开四版，2003年，该报社购入彩印设备，开始对外出版彩色报，并于2005年扩版为四开十六版的大报:1015。